# Честертаун (Меріленд)
Честертаун (англ. Chestertown) — місто (англ. town) в США, в окрузі Кент штату Меріленд. Населення — 5532 особи (2020).

## Географія
Честертаун розташований за координатами 39°13′14″ пн. ш. 76°4′14″ зх. д. / 39.22056° пн. ш. 76.07056° зх. д. (39.220499, -76.070600).  За даними Бюро перепису населення США в 2010 році місто мало площу 7,52 км², з яких 6,72 км² — суходіл та 0,80 км² — водойми. В 2017 році площа становила 7,93 км², з яких 7,14 км² — суходіл та 0,79 км² — водойми.

## Демографія
Згідно з переписом 2010 року, у місті мешкали 5252 особи в 1971 домогосподарстві у складі 984 родин. Густота населення становила 699 осіб/км².  Було 2361 помешкання (314/км²).
Расовий склад населення:
| - 74,2 % — білих - 20,4 % — чорних або афроамериканців - 1,8 % — азіатів - 0,3 % — корінних американців - 1,0 % — осіб інших рас |

До двох чи більше рас належало 2,2 %. Частка іспаномовних становила 4,2 % від усіх жителів.
За віковим діапазоном населення розподілялося таким чином: 12,4 % — особи молодші 18 років, 64,0 % — особи у віці 18—64 років, 23,6 % — особи у віці 65 років та старші. Медіана віку мешканця становила 34,9 року. На 100 осіб жіночої статі у місті припадало 75,6 чоловіків;  на 100 жінок у віці від 18 років та старших — 72,1 чоловіків також старших 18 років.
Середній дохід на одне домашнє господарство  становив 61 559 доларів США (медіана — 43 977), а середній дохід на одну сім'ю — 77 937 доларів (медіана — 54 857). Медіана доходів становила 53 643 долари для чоловіків та 37 407 доларів для жінок. За межею бідності перебувало 24,9 % осіб, у тому числі 61,8 % дітей у віці до 18 років та 3,4 % осіб у віці 65 років та старших.
Цивільне працевлаштоване населення становило 1900 осіб. Основні галузі зайнятості: освіта, охорона здоров'я та соціальна допомога — 36,8 %, мистецтво, розваги та відпочинок — 12,7 %, роздрібна торгівля — 9,8 %, виробництво — 9,5 %.